# Lycosa abnormis
Lycosa abnormis är en spindelart som beskrevs av Guy 1966. Lycosa abnormis ingår i släktet Lycosa och familjen vargspindlar. Inga underarter finns listade i Catalogue of Life.